# Istituto regionale per la storia del Movimento di liberazione nel Friuli-Venezia Giulia
L'Istituto regionale per la storia del Movimento di liberazione nel Friuli Venezia Giulia (dal 2018 denominato ufficialmente Istituto regionale per la storia della Resistenza e dell'età contemporanea nel Friuli Venezia Giulia) è un centro di ricerca storica associato all'Istituto nazionale per la storia del Movimento di liberazione in Italia, attualmente denominato Istituto nazionale Ferruccio Parri (INSMLI).
La sua sede è in salita di Gretta 38 a Trieste.

## Le attività
L'Istituto regionale per la storia del Movimento di liberazione nel Friuli Venezia Giulia è un'istituzione scientifica che si occupa della Storia contemporanea, in particolare novecentesca, dell'Adriatico orientale. Svolge attività di ricerca e di divulgazione e fornisce un pubblico servizio culturale mediante la biblioteca e l'archivio, liberamente consultabili. La biblioteca conta circa 23.000 volumi ed è specializzata nella storia contemporanea italiana ed internazionale, oltre che in quella regionale. Il catalogo è inserito nel polo SBN del sistema bibliotecario dell'Ateneo triestino. L'archivio storico è stato riconosciuto "di particolare interesse" dalla Sovrintendenza regionale archivistica e pertanto è sottoposto alla sorveglianza da parte della Sovrintendenza medesima. L'inventario è inserito nella Guida degli Archivi di Stato. All'Istituto ha collaborato e collabora tuttora la maggior parte degli studiosi di materie storiche contemporanee attivi presso l'Università di Trieste.

## La storia

### Le origini
L'IRSREC FVG è stato fondato il 20 aprile del 1953 con il nome di Deputazione regionale per la storia del movimento di liberazione italiano nella Venezia Giulia da un gruppo di ex partigiani aderenti al Comitato di Liberazione Nazionale di Trieste, fra i quali Ercole Miani, Antonio Fonda Savio, Galliano Fogar, Alberto Berti. Il 2 marzo 1982 la denominazione è stata modificata in Istituto regionale per la storia del movimento di liberazione nel Friuli-Venezia Giulia, per esprimere la volontà di studiare tutte le esperienze resistenziali verificatesi nella ex Venezia Giulia, sia italiane, che slovene, che croate. Nel 2018 ha assunto la denominazione attuale di Istituto regionale per la storia della Resistenza e dell'età contemporanea nel Friuli Venezia Giulia.

### Il processo della Risiera
Nel corso degli anni Sessanta e Settanta l'Istituto in quanto tale ed i suoi collaboratori, assieme all'ANED ed alla comunità ebraica di Trieste,  si sono impegnati fortemente per portare alla luce i misfatti commessi dai nazisti alla Risiera di San Sabba. Un forte supporto scientifico è stato offerto alla magistratura per favorire le indagini conclusesi con la celebrazione del processo per i crimini della Risiera. Uguale attenzione è stata dedicata al problema delle deportazioni dalla Zona d'operazioni del Litorale adriatico, in particolare grazie agli studi di Alberto Berti e Marco Coslovich.

### La collaborazione internazionale
Nel medesimo periodo l'Istituto ha avviato la collaborazione fra storici italiani e sloveni, grazie soprattutto all'apporto di studiosi quali Elio Apih, Enzo Collotti, Giovanni Miccoli e Teodoro Sala, stabilendo in particolare frequenti rapporti con l'Istituto per la storia del movimento operaio di Lubiana. La collaborazione è proseguita anche quando, dopo l'indipendenza della Slovenia, l'Istituto di Lubiana ha mutato il suo nome in Istituto per la storia contemporanea. Buone relazioni sono state stabilite anche con gli storici austriaci, grazie soprattutto all'opera di Karl Stuhlpfarrer.

### Il laboratorio giuliano
Fin dagli anni Settanta l'Istituto ha superato l'originario interesse prevalente per la storia della Resistenza, ampliando il suo campo di studi a tutta la storia contemporanea giuliana, nei suoi collegamenti con quella dei vari stati di cui l'area giuliana ha fatto parte nell'età contemporanea (Impero asburgico, Italia, Jugoslavia, Slovenia, Croazia). A tale riguardo i collaboratori dell'Istituto hanno forgiato il concetto di "laboratorio giuliano", per significare che "La storia dei territori al confine orientale d'Italia costituisce una sorta di laboratorio in cui si trovano condensati su di una scala geograficamente circoscritta alcuni dei grandi processi della contemporaneità: contrasti nazionali intrecciati a conflitti sociali, effetti devastanti della dissoluzione degli imperi plurinazionali che per secoli avevano occupato l'area centro-europea, regimi autoritari impegnati ad imporre le loro pretese totalitarie su di una società locale profondamente divisa, scatenamento delle persecuzioni razziali e creazione dell'universo concentrazionario nazista simboleggiato dalla Risiera di San Sabba, spostamenti forzati di popolazione secondo la logica della semplificazione etnica, conflittualità est-ovest lungo una delle frontiere della guerra fredda". 

### La didattica
Sempre a partire dagli anni Settanta, l'Istituto si è impegnato nel campo della didattica della storia contemporanea, organizzando sia iniziative nelle scuole che percorsi di aggiornamento per gli insegnanti. Al medesimo fine sono stati pubblicati numerosi strumenti didattici, come nel 1979  Storia regionale contemporanea: guida alla ricerca , nel 1997 Friuli e Venezia Giulia: Storia del ‘900, sempre nel 1997 Il confine mobile.  Atlante storico dell'Alto Adriatico 1866-1992: Austria, Croazia, Italia, Slovenia, nel 2007 il Cd-rom Storia del confine orientale italiano 1797-2007. Cartografia, documenti, immagini, demografia (consultabile on line) e la guida Un percorso tra le violenze del Novecento nella provincia di Trieste, cui è seguito nel 2010 un DVD dal medesimo titolo.

### Esodo e foibe
Nel corso degli anni Ottanta e Novanta l'Istituto ha svolto un ruolo di primo piano nella riscoperta sul piano scientifico dei problemi delle foibe e dell'esodo dei giuliano-dalmati. Al riguardo l'Istituto ha promosso fra l'altro  la pubblicazione di volumi quali, nel  1980, il pionieristico libro di Cristiana Colummi, Liliana Ferrari, Gianna Nassisi, Germano Trani, Storia di un esodo: Istria 1945-1956 e nel 1997 il libro a cura di Giampaolo Valdevit, Foibe. Il peso del passato, con saggi di Raoul Pupo, Roberto Spazzali, Nevenka Troha, Giampaolo Valdevit, che ha raccolto i risultati della stagione di studi avviatasi alla fine degli anni Ottanta grazie anche alla disponibilità di un'ingente mole di nuove fonti, italiane ed ex jugoslave. 
L'IRSREC FVG è divenuto il punto di riferimento della rete degli Istituti facenti capo all'Istituto nazionale per la storia del movimento di liberazione in Italia per quanto riguarda le attività connesse alla celebrazione del Giorno del ricordo. Ne è stato direttore scientifico lo storico Roberto Spazzali (coautore, con Raoul Pupo, del saggio Foibe), carica dalla quale Spazzali si è dimesso il 20 febbraio 2016. Gli è succeduto Patrick Karlsen (2016-2024). Da maggio 2024 la carica è ricoperta da Gabriele Mastrolillo.  

## Pubblicazioni
L'Istituto ha sviluppato un'intensa attività editoriale, iniziata nel 1958 grazie alla collaborazione con l'editore Del Bianco di Udine, con la collana «Lotta politica e Resistenza nel Friuli e Venezia Giulia», nella quale sono stati pubblicati 11 volumi. Attualmente l'Istituto dispone di una propria collana "I Quaderni di Qualestoria", mentre fuori collana sono state pubblicate opere di grandi dimensioni quali Franco Cecotti, Il tempo dei confini. Atlante storico dell'Adriatico nord-orientale nel contesto europeo e mediterraneo 1748 - 2008, Fulvio Papucia, Un'epoca senza rispetto. Antologia sulla questione adriatica tra '800 e '900 e guide storiche come Un percorso tra le violenze del Novecento nella provincia di Trieste. Inoltre, l'Istituto sostiene finanziariamente la pubblicazione di opere inserite nel catalogo di alcuni editori nazionali, come Bruno Mondadori, Franco Angeli, Marsilio. 
L'Istituto pubblica la rivista semestrale "Qualestoria", fondata nel  1973, con il nome di «Bollettino dell'Istituto regionale per la storia del movimento di liberazione nel Friuli-Venezia Giulia», modificato nel 1978 in «Qualestoria». I saggi pubblicati nella sezione "Studi e ricerche" sono sottoposti a peer review a doppio cieco.